# Henryk Witczyk
Henryk Józef Witczyk (ur. 29 października 1955 w Dankowie Dużym k. Włoszczowy) – polski biblista, kapłan diecezji kieleckiej, profesor Wydziału Teologii Katolickiego Uniwersytetu Lubelskiego Jana Pawła II, w latach 2009–2021 członek Papieskiej Komisji Biblijnej.

## Życiorys
Święcenia kapłańskie otrzymał 29 maja 1979. Kolejne szczeble kariery akademickiej to magisterium, uzyskane na KUL w 1978 (Problematyka literacka i teologiczna Ps 50), doktorat z teologii obroniony w Papieskiej Akademii Teologicznej w Krakowie w 1985 (Teofania w Psalmach), licencjat nauk biblijnych zdobyty na Papieskim Instytucie Biblinym w Rzymie w 1991, habilitacja na KUL w 1997 (Model komunikacji diafanicznej w Psalmach). W 1999 objął stanowisko profesora nadzwyczajnego KUL, a 12 października 2004 – jako pierwszy profesor KUL odebrał nominację profesorską z rąk Prezydenta RP.
Jest kierownikiem Katedry Teologii Biblijnej Nowego Testamentu w Instytucie Nauk Biblijnych Katolickiego Uniwersytetu Lubelskiego. W latach 2008–2016 pełnił funkcję dyrektora tegoż instytutu. Redaguje kwartalnik homiletyczny „Współczesna Ambona” (Kielce) oraz półrocznik biblijno-teologiczny „Verbum Vitae” (KUL). Jest przewodniczącym Dzieła Biblijnego im. Jana Pawła II (od 2005) oraz przewodniczącym Stowarzyszenia Biblistów Polskich (2013–2023).
W latach 1988–1992 pełnił funkcję redaktora naczelnego „Znaków Czasu”, a w latach 1991–1995 założyciel i dyrektor Świętokrzyskiego Radia „Jedność” oraz założyciel i dyrektor Wydawnictwa „Jedność” w Kielcach. W 2013 objął funkcję prezesa Fundacji DABAR - Dialog Kultur i Religii Pogranicza Polski, Ukrainy i Słowacji.
31 stycznia 2009 papież Benedykt XVI mianował ks. Witczyka członkiem Papieskiej Komisji Biblijnej.
Jego prace naukowe poświęcone są zwłaszcza Psalmom, teologii biblijnej i tradycji Janowej.
Jest również publicystą Radia Maryja. W 2012 założył Telewizyjny Uniwersytet Biblijny w Telewizji Trwam, w którym prowadzi cykliczne wykłady.
Tytuł Honorowego Obywatela Miasta Włoszczowy został mu nadany 30 października 2012.
21 grudnia 2017 zgodnie z ustawą dekomunizacyjną wojewoda świętokrzyski Agata Wojtyszek podjęła decyzję o zmianie nazw ulic w pięciu miejscowościach, w tym we wsi Kurzelów, gdzie jednej z ulic patronem został ks. prof. Henryk Witczyk, który zastąpił działacza komunistycznego Mariana Buczka.
Odznaczony Złotym Krzyżem Zasługi (2006) i Krzyżem Kawalerskim Orderu Odrodzenia Polski (2022).

## Publikacje
- 1985: Teofania w Psalmach
- 1995: Psalmy – dialog z Bogiem ISBN 83-7030-050-2
- 1995: Gesù – Giudice con la sua parola e la sua voce (Gv 5,19-30 e 12,44-50) ISBN 88-315-1235-8
- 1996: Misterium miłości. Prorocka pieśń o miłości (Iz 61,10-62,9) w interpretacji Ojców Kościoła ISBN 83-85957-57-X
- 1997: „Pokorny wołał, i Pan go wysłuchał” (Ps 34,7a). Model komunikacji diafanicznej w Psalmach ISBN 83-228-0447-4
- 1998: Gesù nel ruolo di Elia. Secondo Gv. 1, 19-34 ISBN 88-384-3195-7
- 1999: Rok Boga Ojca (współautor z Józefem Kudasiewiczem) ISBN 83-7224-019-1
- 2001: Chrystus zbawia w sakramentach. Misje jubileuszowe (współautor z Józefem Kudasiewiczem) ISBN 83-7224-299-2
- 2001: Święte Triduum Paschalne. Komentarze biblijno-liturgiczne i medytacje (współautor z Józefem Kudasiewiczem i Stanisławem Czerwikiem) ISBN 83-906024-2-3
- 2002: Intensywny rozwój myśli teologicznej Seminarium Duchownego w Kielcach (1981-2002) ISBN 83-7224-406-5
- 2002: Kontemplacja Chrystusa – Ikony miłosiernego Ojca. Medytacje biblijno-kerygmatyczne (współautor z Józefem Kudasiewiczem) ISBN 83-906024-4-X
- 2003: Pascha Jezusa odpowiedzią Boga na grzech świata : eschatologiczna Ofiara Ekspiacji i nowego Przymierza ISBN 83-7363-014-7
- 2011: Jezus i Ewangelie w ogniu dyskusji: od H. Reimarusa do T. Polaka (współautor z Józefem Kudasiewiczem) ISBN 978-83-9305-502-9
- 2012: Kościół Syna Bożego. Studium eklezjologii czwartej Ewangelii ISBN 978-83-930550-3-6
- 2015: Błogosławieństwo wiary. Od posłuszeństwa Abrahama do wiary Piotra i Kościoła ISBN 978-83-7971-260-1
- 2015: Miłosierdzie Pana od wieków i na wieki ISBN 978-83-7971-390-5
- 2017: Nowy słownik teologii biblijnej (redaktor) ISBN 978-83-7971-603-6